# (73624) 3481 T-3
(73624) 3481 T-3 – planetoida z pasa głównego asteroid okrążająca Słońce w ciągu 3,75 lat w średniej odległości 2,41 j.a. Odkryta 16 października 1977 roku.